# Labucka
Labucka (cyr. Лабуцка) – wieś w Bośni i Hercegowinie, w Republice Serbskiej, w gminie Lopare. W 2013 roku liczyła 274 mieszkańców.